# Aulagromyza morenae
Aulagromyza morenae är en tvåvingeart som först beskrevs av Gabriel Strobl 1900.  Aulagromyza morenae ingår i släktet Aulagromyza och familjen minerarflugor.
Artens utbredningsområde är Spanien. Inga underarter finns listade i Catalogue of Life.